# Riflessione (fisica)

Riflessione speculare della luce su una superficie levigata.

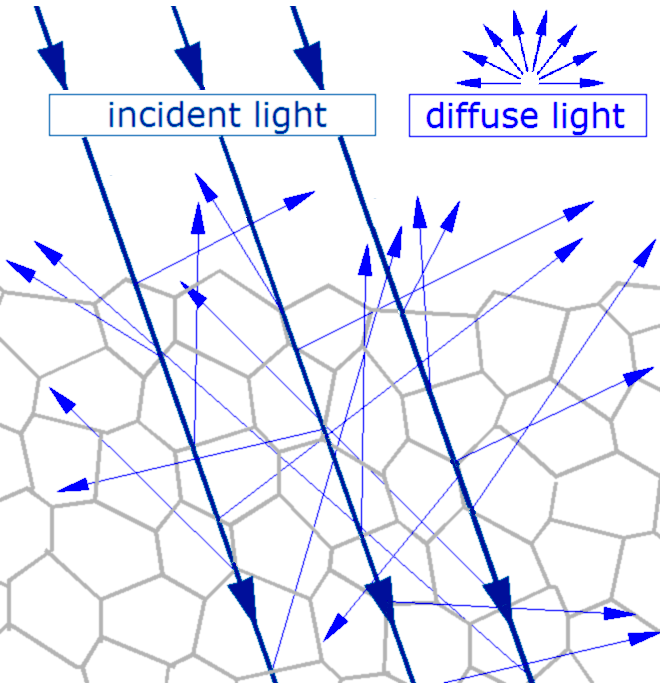
Meccanismo generale di riflessione diffusa della luce su una superficie solida.

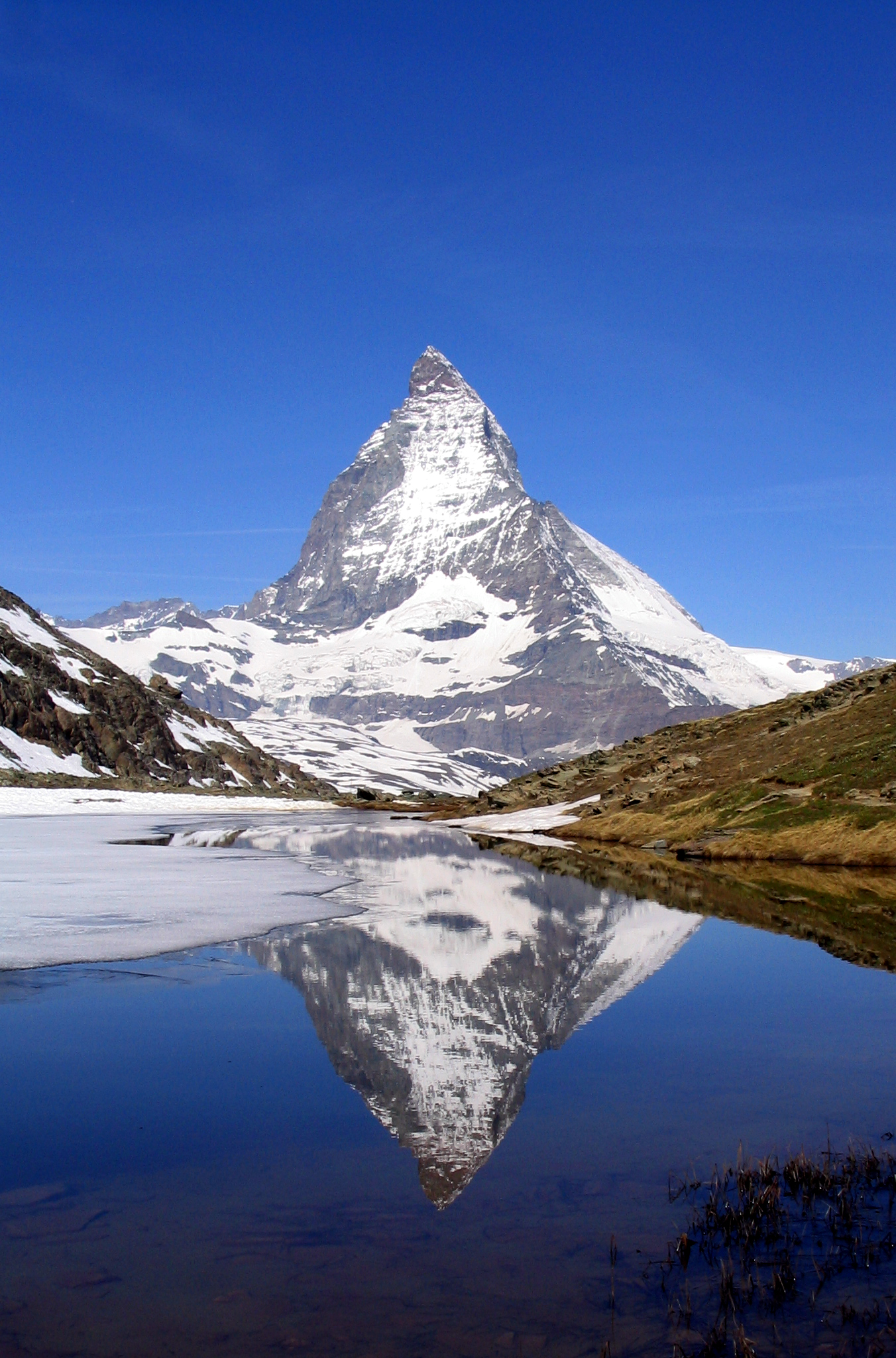
Effetti ottici spettacolari della riflessione su una superficie liquida completamente piatta.

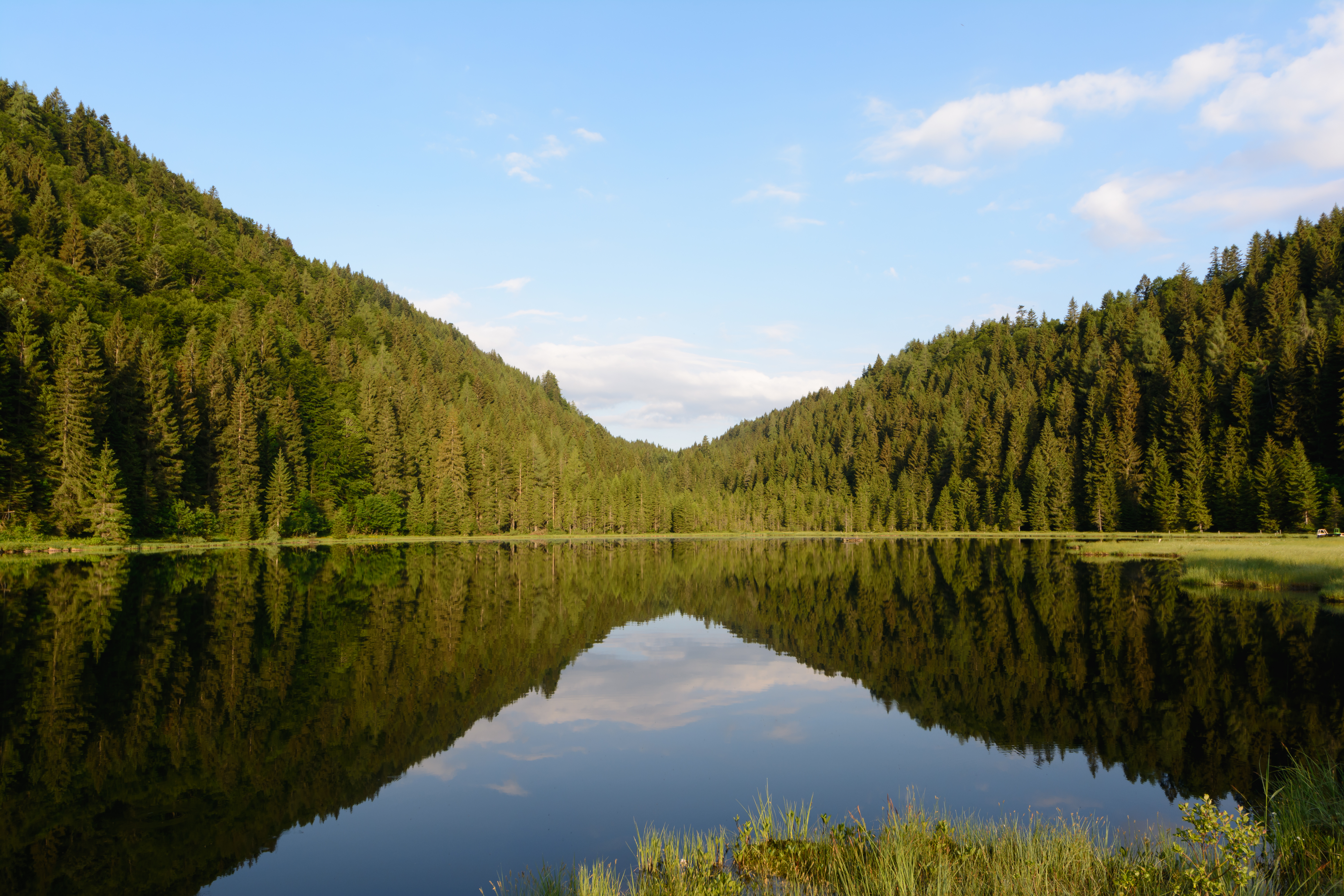
La riflessione del cielo e del bosco nel lago Spechtensee in Stiria, Austria.

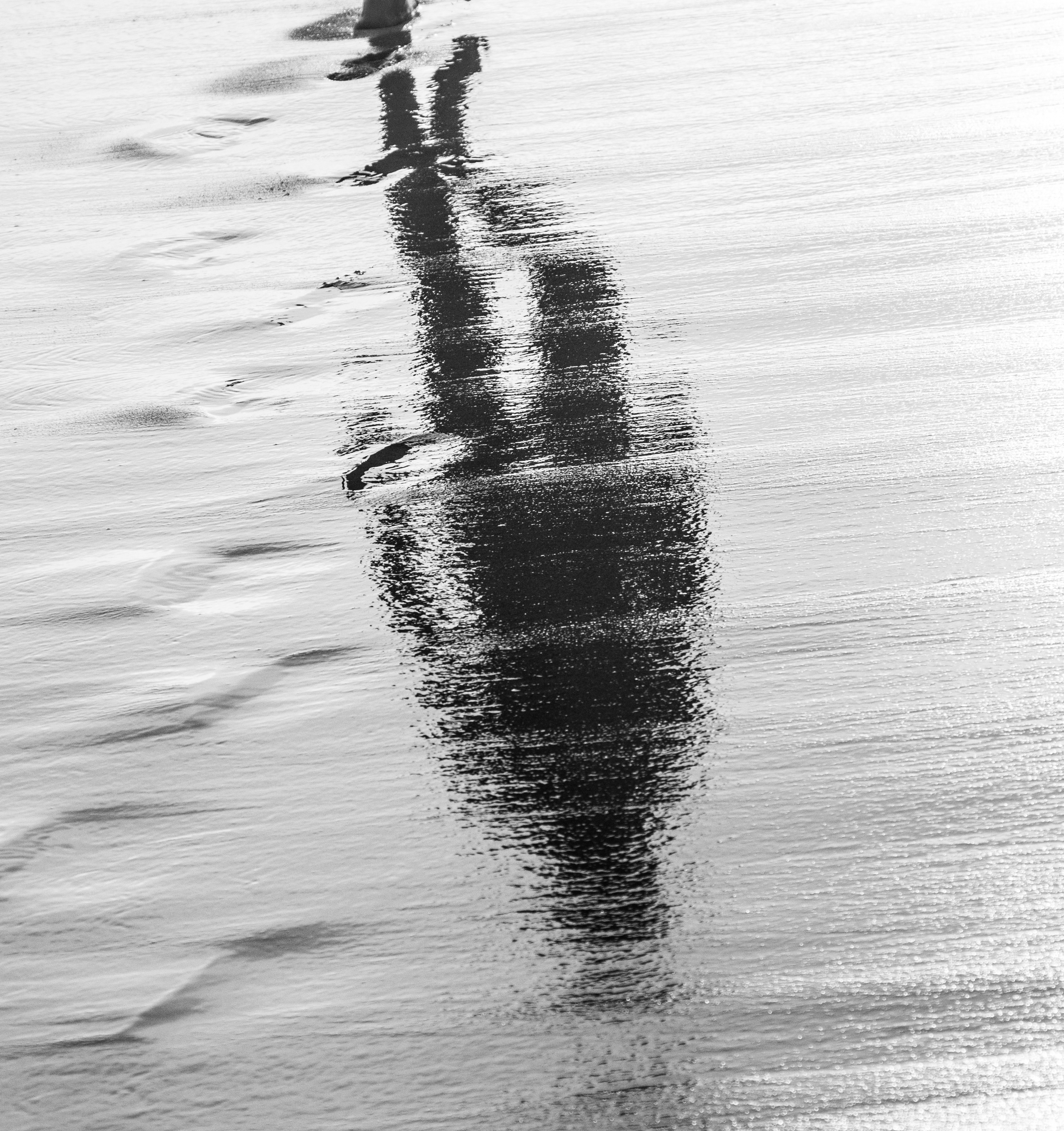
Riflesso su sabbia e acqua.

In fisica la riflessione è il fenomeno per cui un'onda, che si propaga lungo l'interfaccia tra differenti mezzi, cambia di direzione a causa di un impatto con un materiale riflettente. In acustica la riflessione causa gli echi ed è utilizzata nel sonar. In geologia è importante nello studio delle onde sismiche.
Assorbimento, riflessione e trasmissione sono i fenomeni che avvengono quando la luce interagisce con la materia: quando l'energia radiante incide su un corpo, una parte viene assorbita, una parte viene riflessa e una parte trasmessa e per la legge di conservazione dell'energia, la somma delle quantità di energia rispettivamente assorbita, riflessa e trasmessa è uguale alla quantità di energia incidente.

## Tipologia e caratteristiche

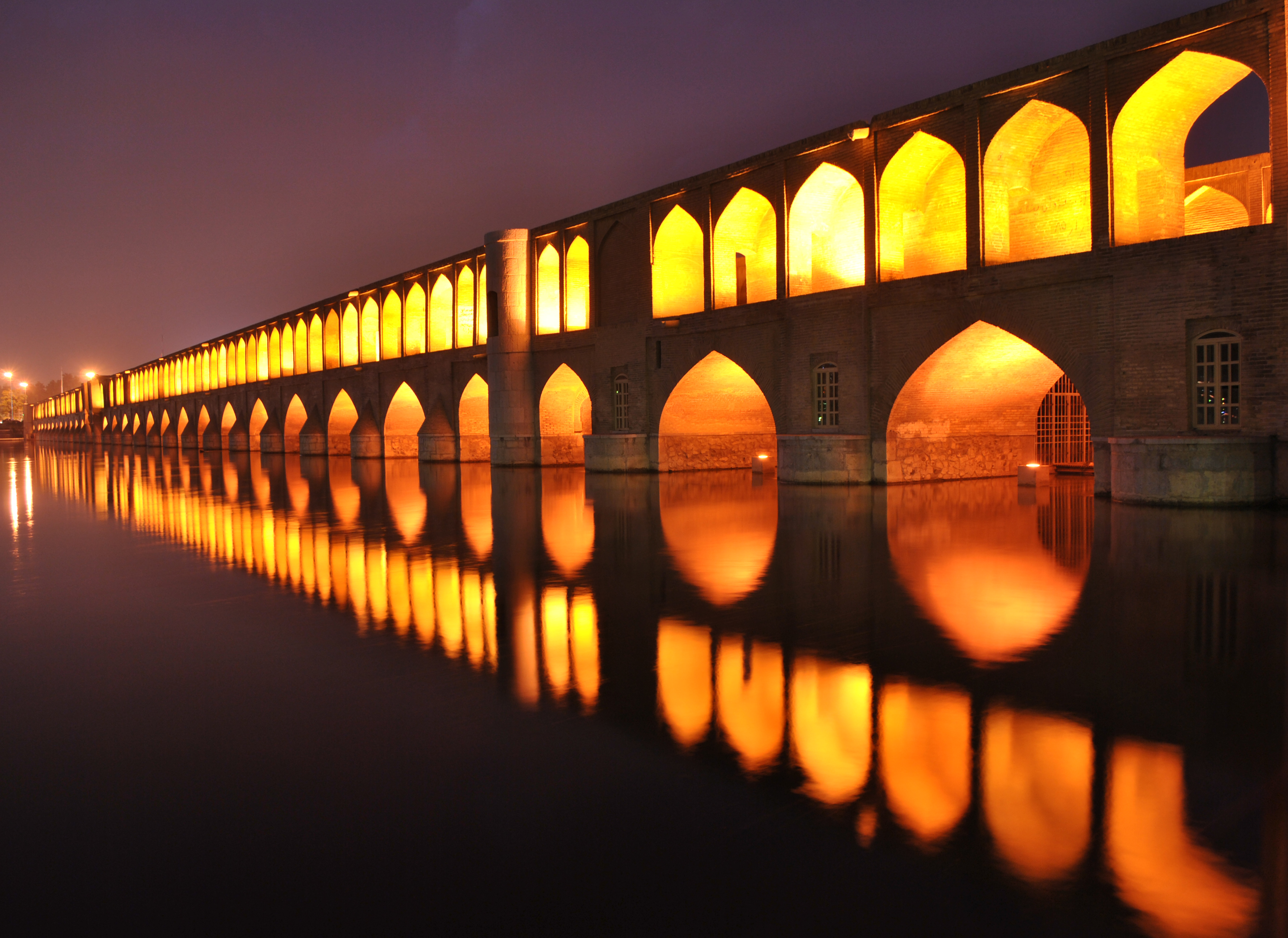
Si-o-se Pol

Per indicare il tipo di riflessione di cui si tratta si usano gli aggettivi:
- spettrale per indicare la radiazione monocromatica, cioè considerata lunghezza d'onda per lunghezza d'onda;
- radiante (contrapposto a luminosa) per indicare che la radiazione è data in termini di energia totale, cioè è espressa mediante grandezze radiometriche;
- luminosa (contrapposto a radiante) per indicare che la radiazione è pesata secondo la funzione di efficienza luminosa dell'occhio, cioè è espressa in grandezze fotometriche.

La riflessione può avvenire:
- specularmente (riflessione speculare o regolare) cioè in un'unica (o quasi) direzione
- diffusamente (riflessione diffusa) cioè in varie direzioni.

La riflettanza (reflectance) è il rapporto tra flusso riflesso e flusso incidente valutato per ogni lunghezza d'onda. Essendo definita come rapporto di grandezze omogenee, la riflettanza è una grandezza adimensionale e viene espressa in percentuale (0-100%) o come fattore (0.0-1.0). Inoltre riguarda il flusso e quindi la totalità della radiazione riflessa nella emisfera. Il materiale artificiale con minor rifflettanza è il Vantablack.

## Fattore di riflessione
La riflettanza non è solo funzione della lunghezza d'onda ma anche dell'illuminazione, della geometria di irradiamento e della geometria di visione (cioè della geometria con cui si illumina il corpo e della geometria con cui si misura la quantità riflessa), per cui è necessario definire una grandezza più generale della riflettanza, cioè il fattore di riflessione.
Si fa riferimento al diffusore riflettente ideale. Si tratta di un corpo (ideale, cioè teorico) che non assorbe e non trasmette, ma riflette diffusamente la radiazione ricevuta con radianza o luminanza uguale per ogni angolo di riflessione e indipendentemente dalla direzione della radiazione incidente. Come prima applicazione del concetto di diffusore riflettente ideale si definisce il fattore di radianza (radiance factor) o il fattore di luminanza (luminance factor) come il rapporto tra la radianza di un'area e quella del diffusore ideale riflettente irradiato nello stesso modo.
Con riferimento a questo corpo ideale, il fattore di riflessione (reflectance factor o reflection factor) di un corpo è il rapporto tra il flusso riflesso dal corpo in un dato cono il cui vertice è sul corpo considerato e il flusso riflesso dal diffusore riflettente ideale.
Il fattore di riflessione è dunque una grandezza generica che corrisponde:
- alla riflettanza spettrale se il cono è una emisfera;
- al fattore di radianza spettrale se il cono è stretto.

Un tipico spettrofotometro è in grado di misurare il fattore di riflessione spettrale ad intervalli di 10 nm nell'intervallo da 380 a 730 nm.

## Riflessione di onde elettromagnetiche
La riflessione di onde elettromagnetiche è regolata da due leggi fondamentali, ricavabili dal principio di Fermat e dal principio di Huygens-Fresnel:
- Il raggio incidente, il raggio riflesso e la normale al piano nel punto di incidenza giacciono sullo stesso piano.
- L'angolo di incidenza e l'angolo di riflessione sono uguali.

### Riflessione e sfasamento
Un'onda elettromagnetica riflessa può subire uno sfasamento. Questo dipende dagli indici di rifrazione del mezzo nel quale viaggia la luce ({\displaystyle n_{1}}) e del mezzo oltre la superficie riflettente ({\displaystyle n_{2}}):
- se {\displaystyle n_{1}>n_{2}} non c'è sfasamento;
- se {\displaystyle n_{1}<n_{2}} la radiazione riflessa è sfasata di {\displaystyle \pi }, cioè di mezza lunghezza d'onda.

### Riflessione temporale
La riflessione temporale è un fenomeno la cui esistenza era stata prevista nel primo dopoguerra, ma la cui dimostrazione sperimentale è arrivata soltanto nel 2023. I ricercatori sono riusciti a produrre un meta materiale lungo circa 6 metri e costituito da una batteria di interruttori collegati a dei condensatori di riserva che erano capaci di variare repentinamente in modo significativo le caratteristiche del mezzo di propagazione dell'onda elettromagnetica, in particolare raddoppiandone l'impedenza. 
È stato così possibile misurare la riflessione temporale, constatando che il segnale così richiesto aveva una durata temporale più lunga del segnale di partenza.
Ciò equivale a porsi davanti a uno specchio e vedere riflessa la propria schiena in colore differenti da quelli indossati oppure nel vedere l'eco delle proprie frasi pronunciate udendo un rumore simile a quello di un nastro riavvolto.